# Кревакуоре
Кревакуоре (італ. Crevacuore, п'єм. Crevacòr) — муніципалітет в Італії, у регіоні П'ємонт,  провінція Б'єлла.
Кревакуоре розташоване на відстані близько 550 км на північний захід від Рима, 85 км на північний схід від Турина, 22 км на північний схід від Б'єлли.
Населення — 1574 особи (2014).

## Демографія
Населення за роками:

Станом на 1 січня 2023 року в муніципалітеті офіційно проживало 110 іноземців з 9 країн, серед них 5 громадян країн Євросоюзу та 5 громадян України.

## Сусідні муніципалітети
- Аїлоке
- Каприле
- Курино
- Гуардабозоне
- Прай
- Скопелло
- Серравалле-Сезія
- Состеньйо
- Триверо